# Xenarthron pectoralis
Xenarthron pectoralis là một loài tò vò trong họ Ichneumonidae.